# Vivi crematio
La vivi crematio era una delle pene previste, nel sistema di diritto romano, nella fase della repressione extra ordinem, per i delitti più gravi (ad es. crimen maiestatis).

Consisteva nell'inflizione della pena di morte con modalità particolarmente cruente: nel caso in specie, il condannato veniva bruciato vivo su una pira.